# Pedilochilus longipes
Pedilochilus longipes är en orkidéart som beskrevs av Rudolf Schlechter. Pedilochilus longipes ingår i släktet Pedilochilus och familjen orkidéer. Inga underarter finns listade i Catalogue of Life.